# Georgi Fjodorowitsch Stepanow
Georgi Fjodorowitsch Stepanow (russisch Георгий Федорович Степанов; geb. 1. Mai 1917 in Petrograd, Russisches Kaiserreich; gest. 1. Dezember 1987 in Leningrad, Sowjetunion) war ein sowjetischer Vizeadmiral. Er kommandierte von Oktober 1970 bis Juni 1974 die Kaspische Rotbanner-Offiziershochschule der Seestreitkräfte S.M. Kirow der Sowjetischen Seekriegsflotte in Baku.

## Leben
Stepanow, der fünf Geschwister hatte, begann nach Abschluss der Mittelschule eine Berufsschulausbildung. 1940 absolvierte er die Frunse-Seekriegshochschule in Leningrad als Navigationsoffizier und diente anschließend in Tallinn.
Zu Beginn des Großen Vaterländischen Krieges wurde er zur Verteidigung der Straße des Lebens nach Ladoga versetzt. 1943 absolvierte er Stabsoffizierslehrgänge und diente dann in der Baltischen Flotte.
Während seiner militärischen Karriere unternahm er zwei Fahrten nach Großbritannien. 1953 wohnte er als Erster Offizier unter Kapitän zur See O. I. Rydakow auf dem Kreuzer Swerdlow einer Parade anlässlich der Krönungsfeierlichkeiten für Elisabeth II. bei. Im April 1956 begleitete er als Kommandant des Kreuzers Ordschonikidse eine an Bord befindliche offizielle Partei- und Regierungsdelegation der Sowjetunion unter Leitung des 1. Sekretärs des ZK der KPdSU N. S. Chruschtschow sowie des Ministerpräsidenten der UdSSR N. A. Bulganin nach Portsmouth. Teilnehmer der erstrangigen Delegation waren auch der Flugzeugkonstrukteur Tupolew und der Atomphysiker Kurtschatow. Zu einem Zwischenfall kam es am 19. April, als der englische Kampfschwimmer Lionel Crabb spurlos verschwand. Die Weltpresse lieferte wochenlang Stoff für Schlagzeilen, dass Crabb im Auftrag des MI5 handele und das Unterwasserschiff der modernsten sowjetischen Kreuzer untersuchen sollte, um Daten über Tonnage und Manövrierfähigkeit zu liefern. Der stellvertretende Marineattaché an der Londoner russischen Botschaft teilte mit, dass ein Posten an Bord der Ordschonikidse in der Nähe des Kreuzers einen „Froschmann“ sah, der für wenige Sekunden an die Oberfläche kam und dann wieder verschwand. Stepanow wurde vom gegenüberliegenden Zerstörer die Meldung erstattet, dass sich „etwas“ unter dem Heck der Ordschonikidse befand. Er befahl, die tonnenschwere Schraube in Bewegung zu versetzen. 15 Monate später wurde ein kopfloser Körper in einem Taucheranzug englischer Produktion am Ufer bei Portsmouth angespült und von einem Freund Crabbs als der des Vermissten identifiziert.
Von 1963 bis 1965 kommandierte Stepanow die 150. Raketenschiffsbrigade der Schwarzmeerflotte. Nach dem Absolvieren der Generalstabsakademie wurde er zur Pazifikflotte auf die Militärbasis der Insel Russki, südlich von Wladiwostok,  kommandiert. Nach drei Monaten wechselte er nach Sewastopol und wurde stellvertretender Kommandeur der Schwarzmeer-Seekriegsschule P. S. Nachimow. Nach einer Dienstzeit in Indonesien kommandierte der inzwischen zum Konteradmiral ernannte Stepanow von 1970 bis 1974 die Kaspische Höhere Seekriegsschule in Baku. Ab 1974 fand er in Leningrad eine Verwendung als stellvertretender Chef von Höheren Speziallehrgängen für Offiziere der Seekriegsflotte. Nach seiner Versetzung in den Ruhestand war er im Veteranenrat der Ladoga-Flottille aktiv. Stepanow starb 1987 während einer Parteiversammlung an den Folgen eines Herzinfarktes.

### Privates
Stepanow war mit Nina Abrossimowna Stepanowa verheiratet. Seine beiden Söhne Alexander und Sergej traten ebenfalls den sowjetischen Seestreitkräften bei und dienten in der Schwarzmeerflotte und der Nordflotte. Der dritte Sohn Nikolaj absolvierte eine zivile Hochschule.